# Сили, Алан
А́лан Уи́льям Си́ли (англ. Alan William Sealey; ; 24 февраля 1942, Хэмптон, Большой Лондон — февраль 1996, Ромфорд, Большой Лондон) — английский футболист, игравший на позиции флангового полузащитника. Автор дубля в финальном матче Кубка обладателей кубков УЕФА 1965 года против немецкого «Мюнхен 1860» (2:0).

## Биография

### Игровая карьера
Начал профессиональную карьеру в клубе «Лейтон Ориент», за который сыграл 4 матча. Весной 1961 года перешёл в «Вест Хэм Юнайтед» в обмен на Дейва Данмора. Дебютировал в Первом дивизионе 3 апреля 1961 года в матче с «Лестером» — «Вест Хэм» проиграл ту встречу со счётом 1:5. В своём дебютном сезоне за «молотобойцев» Сили сыграл 6 матчей и забил 1 гол. Всего в составе «молотобойцев» Сили отыграл шесть сезонов, сыграл 128 матчей и забил 26 голов. Сили оформил за две минуты дубль в финальном матче Кубка обладателей кубков УЕФА 1965 года против немецкого «Мюнхен 1860» и «молотобойцы» завоевали свой первый еврокубок.
В 1967 году покинул «Вест Хэм» и перешёл в «Плимут Аргайл», за который играл непродолжительное время. Затем он играл за клубы низших лиг и в 1971 году закончил карьеру.

### Смерть
Скоропостижно скончался в феврале 1996 года в возрасте 53 лет.

## Достижения
«Вест Хэм Юнайтед»
- Обладатель Кубка Англии (1): 1963/1964
- Обладатель Суперкубка Англии (1): 1964[4]
- Обладатель Кубка обладателей кубков (1): 1964/1965